# Craiovai egyezmény
A craiovai egyezmény (bolgárul  Крайовска спогодба, románul Tratatul de la Craiova) 1940. szeptember 7-én kötött és 1940. szeptember 13-án ratifikált szerződés Bulgária és Románia között. A szerződés értelmében Románia visszaadta Bulgáriának a második Balkán-háború (1913) során megszerzett Dél-Dobrudzsa két, török–tatár–bolgár többségű megyéjét, Bulgária pedig 1 milliárd lejt fizet a területen található román vagyonért. Németország és Olaszország vállalta, hogy garantálja Románia második bécsi döntéssel és a craiovai egyezménnyel csökkentett területének integritását.
Az egyezmény előírta a Bulgária és Románia közötti lakosságcserét. Ennek során 103 711 Dél-Dobrudzsában élő románt, arománt és meglenorománt telepítettek át a Romániánál maradó Észak-Dobrudzsába, és 62 278 északon élő bolgárt telepítettek át a déli részre.
A Harmadik Birodalom nyomására született többi területátadási szerződéstől eltérően, a szövetséges hatalmak nem bírálták felül craiovai egyezményt, így a második világháború után Dél-Dobrudzsa bolgár kézen maradt.

## Háttere
Az 1930-as években Bulgária következetesen semleges külpolitikát követett. A második világháború kezdetén sem kötelezte el magát katonailag, hanem diplomáciai eszközökkel törekedett a határok megváltoztatására. Az 1930-as évek végétől több szerződést kötöttek a Német Birodalommal (1938: bolgár mezőgazdasági terményekért német hadianyag és iparcikkek, 1939: osztrák és cseh hadianyag Németországtól, 1940: kulturális megállapodás). 
Románia szintén erősíti gazdasági kapcsolatait Németországgal, ugyanakkor a franciákkal és a britekkel is köt gazdasági megállapodásokat. 1940. májusában azonban a román külpolitika új irányt vesz: németbarát külügyminisztert neveztek ki, és Németországhoz próbáltak közeledni. 1940. július 15-én Hitler levélben szólította fel II. Károly román királyt, hogy rendezze területi vitáit Magyarországgal és Bulgáriával, majd július 26–27-én egy salzburgi találkozón Hitler és Ribbentrop a vitás ügyek közvetlen tárgyalásokkal való megoldását javasolta Ion Gigurtu román miniszterelnöknek és Mihail Manoilescu külügyminiszternek.

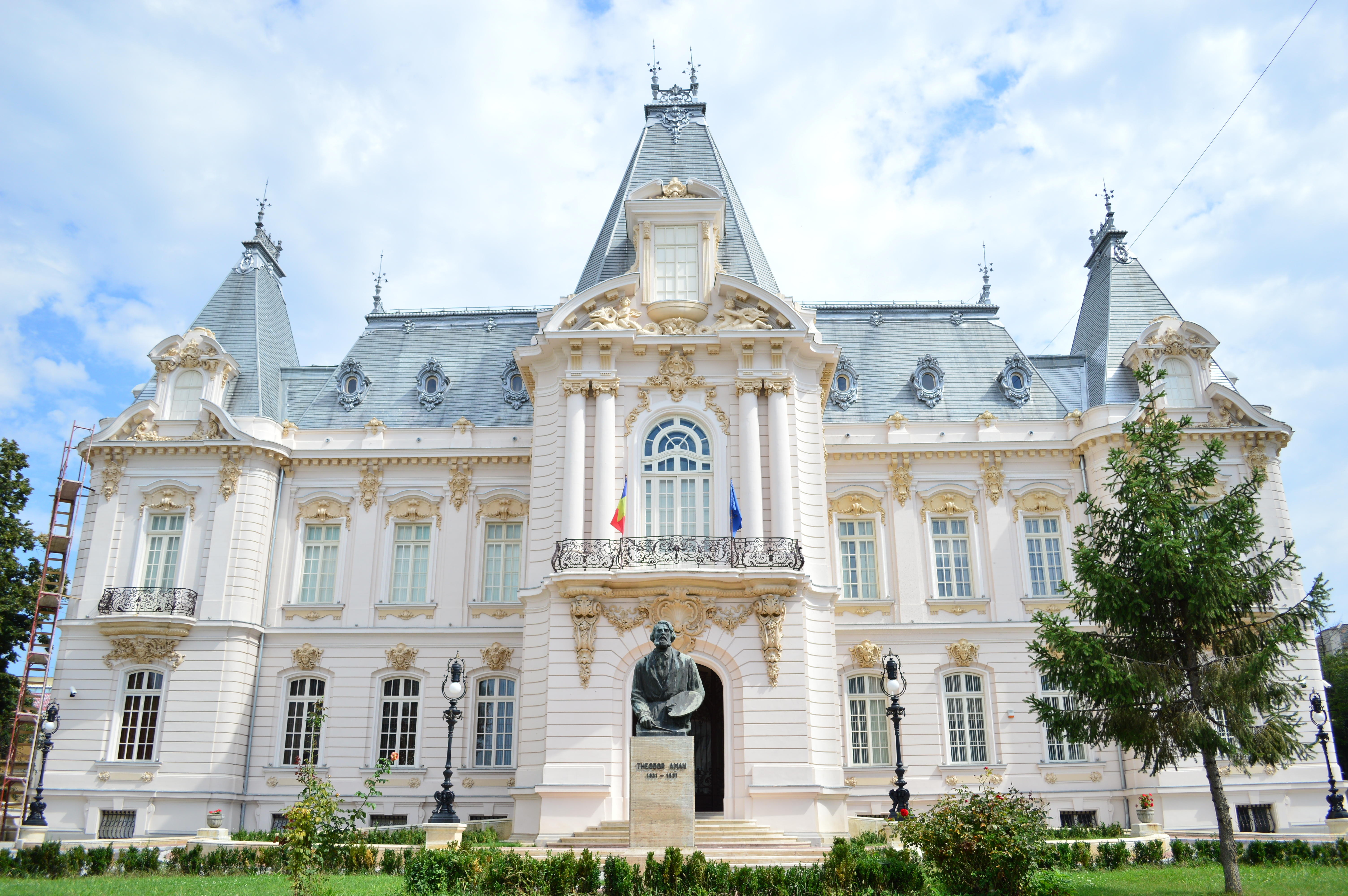
A craiovai Jean Mihail palota

A bolgár–román tárgyalások 1940. augusztus 19-én kezdődtek el Craiovában Jean Mihail palotában (ma Szépművészeti Múzeum.) . A tárgyalások nehezen haladtak, és Románia csak azért egyezett bele a bolgár területi követelések teljesítésébe, mert ezzel próbált előnyt szerezni a német-olasz döntőbíróságnál, amely a magyar-román vitát tárgyalta. Románia próbálta elérni legalább a balcsiki királyi nyaraló, illetve a pleveni román temető területen kívüliségét, de nem járt sikerrel. 1940. szeptember 4-én lemondott Ion Gigurtu miniszterelnök és utódja Ion Antonescu tábornok lett, szeptember 5-én a király Antonescunak engedte át a tényleges hatalmat, 6-án pedig a királyi trónt fiára, Mihályra hagyta. Szeptember 7-én Antonescu telefonon utasította a román küldöttséget, hogy írják alá a megállapodást.
Az egyezményt Alexandru Cretzianu és Henri-Georges Meitani írta alá I. Mihály román király képviseletében, illetve Szvetoszlav Pomenov és Teohar Papazov III. Borisz bolgár cár képviseletében  Az egyezményt román részről Ion Antonescu miniszterelnök ratifikálta 1940. szeptember 13-án, de I. Mihály király nem írta alá.

## Tartalma
A craiovai egyezmény az 1912-es határokhoz való visszatérést jelentette. Dobrudzsa déli része, amelyet Románia a második Balkán-háborúban szerzett meg, visszakerült Bulgáriához. Ez Románia számára 7142 km2 területi veszteséget jelentett. Az átengedett területen a román nemzetiségű lakosság aránya (forrástól függően) 25% vagy 28,4% volt.
Az egyezmény előírta a lakosságcserét az Észak-Dobrudzsában (Constanța és Tulcea megye) lakó bolgár, illetve Dél-Dobrudzsában ( Dobrics és Szilisztra megye) lakó román lakosság vonatkozásában, és lehetővé tette a Románia más területein lakó bolgárok illetve Bulgária más területein lakó románok számára.
Bulgária vállalta, hogy két egyenlő részletben (1941. január 15. és 1942. január 15.) egymilliárd lej átalányösszeget fizet Romániának a területen található román vagyon (beruházások, a román állam és közintézmények követelései) fejében.

## Hatása és utóélete

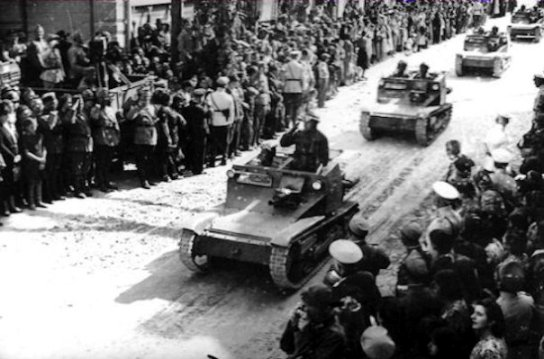
A bolgár csapatok bevonulása Dél-Dobrudzsába

A terület elcsatolását a román politika az ország megcsonkításaként értelmezte, amelyet a tengelyhatalmak kényszerítettek ki, Bulgáriában pedig egy igazságtalanság helyreigazításáról beszéltek. Eltérően a majdnem párhuzamosan történt második bécsi döntéssel, ami Észak-Erdély elvesztését jelentette, Dél-Dobrudzsa elcsatolása nem okozott felzúdulást Romániában.
A bolgár haderő 1940. szeptember 21-én vonult be Dél-Dobrudzsába.
A lakosságcsere során 103 711 románt telepítettek át Észak-Dobrudzsába és 62 278 bolgárt Dél-Dobrudzsába. Az érintett románok többsége az 1913-as bukaresti béke után költözött ide. Az arománokat, akiknek többsége Görögországból származott, szintén románnak sorolták be, és el kellett hagyniuk az átadott területet. Ugyanez a sors várt a meglenorománokra is, akiket Dél-Dobrudzsából a Tulcea megyei Cerna faluba telepítettek át. Az áttelepítés végrehajtása békésen történt, a korabeli nemzetközi jog betartásával.
A második világháborút lezáró béke előkészítése során a román bizottság véleménye az volt, hogy a craiovai egyezmény jogi érvényessége ugyanolyan kérdéses, mint a második bécsi döntésé, mert mindkettő diktátumnak minősül. Lényeges különbség volt azonban, hogy a lakosságcsere következtében Dél-Dobrudzsának, Észak-Erdéllyel szemben nem maradt számottevő román lakossága. Ugyanakkor érzékelték, hogy az erdélyi és bolgár kérdés együttes tárgyalása veszélyeztetheti a sokkal fontosabbnak ítélt erdélyi érdekek teljesülését, ezért a kormányra bízták, hogy megtárgyalja-e a kérdést a nagyhatalmakkal és Bulgáriával, és ha igen, akkor milyen módon. Végül az 1947. február 10-én aláírt párizsi békeszerződések alapján Bulgária megtarthatta Dél-Dobrudzsát.

## Fordítás
- Ez a szócikk részben vagy egészben  a   Treaty of Craiova című angol Wikipédia-szócikk ezen változatának fordításán alapul.  Az eredeti cikk szerkesztőit annak laptörténete sorolja fel. Ez a jelzés csupán a megfogalmazás eredetét és a szerzői jogokat jelzi, nem szolgál a cikkben szereplő információk forrásmegjelöléseként.